# X Games Foz do Iguaçu 2013
X Games Foz do Iguaçu 2013  blev afholdt fra d. 18. april til d. 21. april 2013 i Foz do Iguaçu, Paraná, Brasilien. Dette var det første sommer-X Games-event af fem, som blev afholdt i 2013 (de fire andre er var i Barcelona, München, Los Angeles og Shanghai). 

## Medaljeoversigt

### Skateboarding
| Disciplin                    | Guld           | Guld   | Sølv          | Sølv   | Bronze            | Bronze |
| ---------------------------- | -------------- | ------ | ------------- | ------ | ----------------- | ------ |
| Skateboard Vert (m)          | Bucky Lasek    | 91.162 | Sandro Dias   | 86.995 | Marcelo Bastos    | 86.162 |
| Skateboard Big Air (m)       | Bob Burnquist  | 88.33  | Elliot Sloan  | 87.66  | Jake Brown        | 87.25  |
| Skateboard Street League (m) | Nyjah Huston   | 48.80  | Sean Malto    | 39.80  | Torey Pudwill     | 36.20  |
| Skateboard Park (m)          | Pedro Barros   | 83.00  | Rune Glifberg | 76.00  | Ben Hatchell      | 73.00  |
| Skateboard Street (k)        | Leticia Bufoni | 87.33  | Lacey Baker   | 86.33  | Jéssica Florêncio | 77.33  |

### BMX
| Disciplin   | Guld           | Guld  | Sølv          | Sølv  | Bronze         | Bronze |
| ----------- | -------------- | ----- | ------------- | ----- | -------------- | ------ |
| BMX Park    | Kyle Baldock   | 74.00 | Pat Casey     | 70.00 | Dennis Enarson | 70.00  |
| BMX Big Air | Zack Warden    | 93.66 | Chad Kagy     | 92.66 | Morgan Wade    | 92.00  |
| BMX Vert    | Jamie Bestwick | 91.00 | Coco Zurita   | 82.00 | Steve McCann   | 36.20  |
| BMX Dirt    | Kyle Baldock   | 92.00 | Brandon Dosch | 91.00 | Ryan Nyquist   | 90.66  |

### Motocross
| Disciplin            | Guld            | Guld      | Sølv              | Sølv      | Bronze       | Bronze    |
| -------------------- | --------------- | --------- | ----------------- | --------- | ------------ | --------- |
| Enduro X (m)         | Taddy Blazusiak | 12:45.160 | Cody Webb         | 12:54.633 | David Knight | 13:04.609 |
| Enduro X (k)         | Laia Sanz       | 7:56.305  | Maria Forsberg    | 8:28.855  | Tarah Gieger | 8:50.724  |
| Moto X Best Whip     | Jeremy Stenberg | 45%       | Edgar Torronteras | 30%       | Josh Hansen  | 17%       |
| Moto X Step Up       | Bryce Hudson    | 31.00     | Ronnie Renner     | 30.00     | Libor Podmol | 29.00     |
| Moto X Speed & Style | Lance Coury     | 97.853    | Andre Villa       | 84.66     | Mat Rebeaud  | 89.136    |
| Moto X Freestyle     | Taka Higashino  | 91.66     | Rob Adelberg      | 88.66     | Wes Agee     | 87.33     |

### Rally
| Disciplin  | Guld        | Guld     | Sølv             | Sølv     | Bronze         | Bronze   |
| ---------- | ----------- | -------- | ---------------- | -------- | -------------- | -------- |
| RallyCross | Scott Speed | 3:53.522 | Toomas Heikkinen | 3:54.249 | Patrik Sandell | 3:58.329 |

### Medaljetabel
| Rank               | Nation             | Guld | Sølv | Bronze | Total |
| ------------------ | ------------------ | ---- | ---- | ------ | ----- |
| 1                  | USA                | 7    | 9    | 7      | 23    |
| 2                  | Brasilien          | 3    | 1    | 2      | 6     |
| 3                  | Australien         | 2    | 1    | 2      | 5     |
| 4                  | Spanien            | 1    | 1    | 0      | 2     |
| 5                  | Storbritannien     | 1    | 0    | 1      | 2     |
| 6                  | Japan              | 1    | 0    | 0      | 1     |
| 6                  | Polen              | 1    | 0    | 0      | 1     |
| 8                  | Chile              | 0    | 1    | 0      | 1     |
| 8                  | Danmark            | 0    | 1    | 0      | 1     |
| 8                  | Finland            | 0    | 1    | 0      | 1     |
| 8                  | Norge              | 0    | 1    | 0      | 1     |
| 12                 | Puerto Rico        | 0    | 0    | 1      | 1     |
| 12                 | Schweiz            | 0    | 0    | 1      | 1     |
| 12                 | Sverige            | 0    | 0    | 1      | 1     |
| 12                 | Tjekkiet           | 0    | 0    | 1      | 1     |
| Total (15 nations) | Total (15 nations) | 16   | 16   | 16     | 48    |